# برانيمير باجيتش
برانيمير باجيتش مواليد 19 أكتوبر 1979 في بيه لينا، جمهورية يوغوسلافيا الاشتراكية الاتحادية، هو لاعب كرة قدم بوسني دولي سابق كان يلعب كمدافع. لعب خلال مسيرته 462 مباراة سجل خلالها 27 هدفاً.

## المسيرة الاحترافية

### أندية لعب لها
- نادي رادنيك بيلينا
- نادي بارتيزان
- نادي الوحدة (أبوظبي)
- دنيزلي سبور
- نادي دويسبورغ

## روابط خارجية
- برانيمير باجيتش على موقع اتحاد تركيا (لاعب) (الإنجليزية)
- برانيمير باجيتش على موقع قاعدة بيانات كرة القدم.إي يو (الإنجليزية)
- برانيمير باجيتش على موقع بيانات كرة القدم. دي إي (الألمانية)
- برانيمير باجيتش على موقع ناشيونال فوتبول تيمز (الإنجليزية)
- برانيمير باجيتش على موقع Soccerway.com (الإنجليزية)
- برانيمير باجيتش على موقع عالم كرة القدم.نت (الإنجليزية)